# خان شيلان
خان الشيلان هو من الخانات التراثية المهمة في محافظة النجف الأشرف، ولقد تم إعادة تأهيله كمتحف تراثي لثورة العشرين وتراث مدينة النجف الأشرف، ويتألف المبنى من طابقين وسرداب، وتقدر مساحته الكلية بحوالي 2000م2 وارتفاعه 12م.
يضم الخان مقتنيات تراثية متنوعة من الأسلحة والحلي والأواني المنزلية النحاسية ويحتوي على قاعة خاصة (بانوراما) تجسد معركة ثورة العشرين، ولقد كان المبنى معسكرا لجيش الدولة العثمانية وبعد قيام ثورة العشرين في 30 حزيران عام 1920 أصبح معتقلا للأسرى الإنكليز الذين وقعوا في قبضة الثوار.
وبني وشيد خان الشيلان في أواخر حكم الدولة العثمانية عام 1899 لأجل استضافة الزوار القادمين إلى مدينة النجف، إلا أنه لم يؤد الغرض الذي بني لأجله بسبب سيطرة الجيش البريطاني عليه واتخاذه مقرا لهم عام 1914.

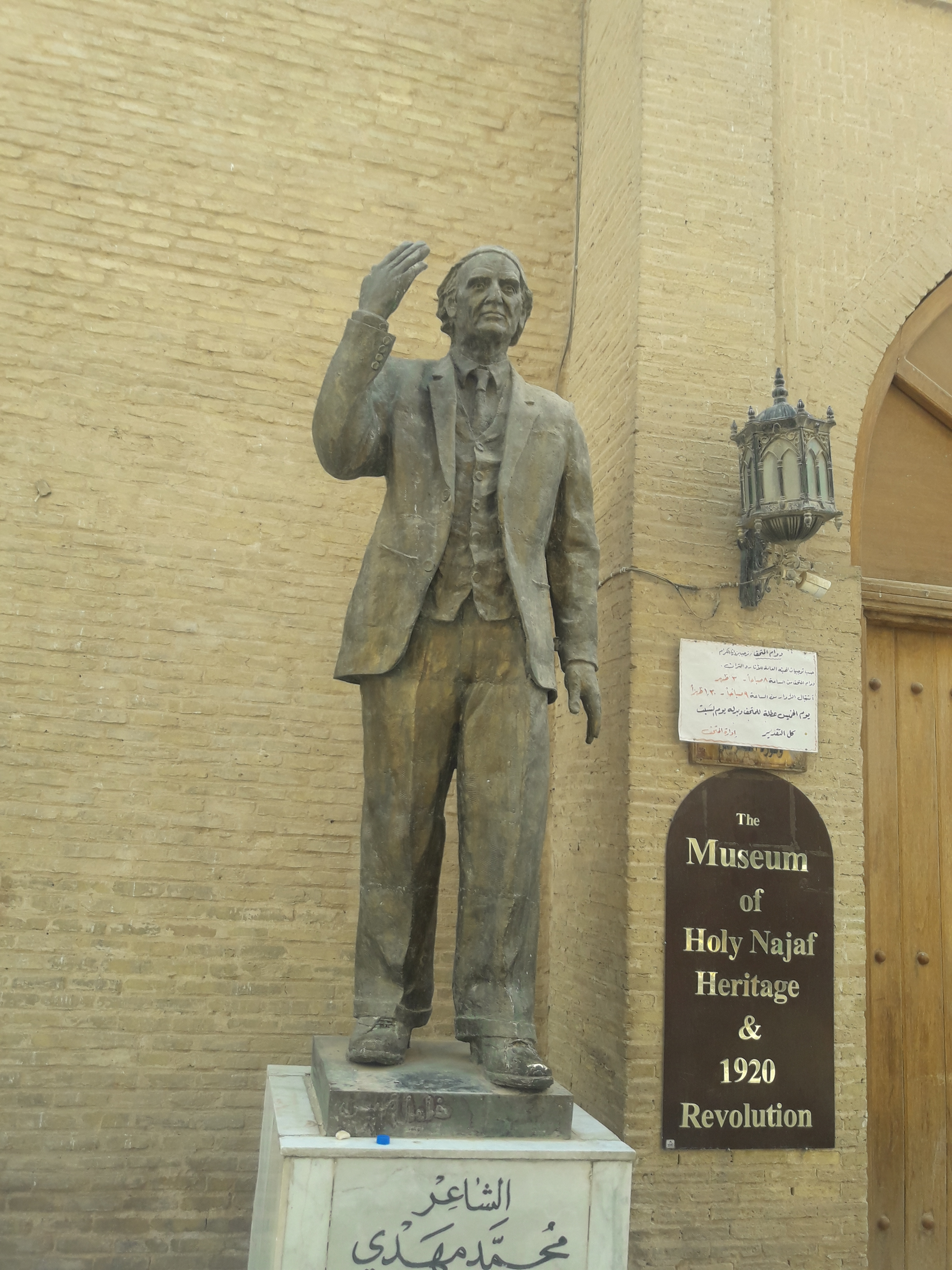
تمثال محمد مهدي الجواهري في خان الشيلان.